# Trnakovac
Trnakovac falu Horvátországban, Bród-Szávamente megyében. Közigazgatásilag Okucsányhoz tartozik.

## Fekvése
Bródtól légvonalban 65, közúton 83 km-re északnyugatra, Pozsegától   légvonalban 36, közúton 55 km-re nyugatra, községközpontjától 8 km-re északra, az Okucsány-Lipik főút mentén, a Psunj-hegység lejtőin, a Rogolica-patak partján fekszik.

## Története
A település valószínűleg török kiűzése után a 18. század elején keletkezett, amikor részben Boszniából részben az ország más vidékeiről katolikus horvátok és pravoszláv vlachok települtek ide be. Az első katonai felmérés térképén „Dorf Ternakovacz” néven található. Lipszky János 1808-ban Budán kiadott repertóriumában „Ternakovacz” néven szerepel.  
Nagy Lajos 1829-ben kiadott művében „Ternakovacz” néven 63 házzal, 276 katolikus és 49 ortodox vallású lakossal találjuk.  A gradiskai határőrezredhez tartozott, majd a katonai közigazgatás megszüntetése után Pozsega vármegyéhez csatolták. 
1857-ben 78, 1910-ben 129 lakosa volt. Az 1910-es népszámlálás szerint lakosságának 97%-a szerb anyanyelvű volt. Pozsega vármegye Újgradiskai járásának része volt. Az első világháború után 1918-ban az új szerb-horvát-szlovén állam, majd később (1929-ben) Jugoszlávia része lett. 
1991-től a független Horvátországhoz tartozik. 1991-ben lakosságának 95%-a szerb nemzetiségű volt. A délszláv háború során a település már a háború elején 1991 tavaszán szerb ellenőrzés alá került. 1995. május 2-án a „Bljesak-95” hadművelet második napján foglalta vissza a horvát hadsereg. A szerb lakosság legnagyobb része elmenekült. 2011-ben a településnek 126 lakosa volt. 

## Lakossága
| Lakosság változása | Lakosság változása | Lakosság változása | Lakosság változása | Lakosság változása | Lakosság változása | Lakosság változása | Lakosság változása | Lakosság változása | Lakosság változása | Lakosság változása | Lakosság változása | Lakosság változása | Lakosság változása | Lakosság változása | Lakosság változása |
| ------------------ | ------------------ | ------------------ | ------------------ | ------------------ | ------------------ | ------------------ | ------------------ | ------------------ | ------------------ | ------------------ | ------------------ | ------------------ | ------------------ | ------------------ | ------------------ |
| 1857               | 1869               | 1880               | 1890               | 1900               | 1910               | 1921               | 1931               | 1948               | 1953               | 1961               | 1971               | 1981               | 1991               | 2001               | 2011               |
| 78                 | 122                | 126                | 127                | 129                | 129                | 133                | 146                | 163                | 151                | 153                | 151                | 119                | 138                | 125                | 126                |

## Oktatás
A településen az okucsányi elemi iskola területi iskolája működik.

## Sport
NK Gradina Trnakovac labdarúgóklub